# Bir El Hammam
Bir El Hammam (în arabă بئر الحمام) este o comună din provincia Sidi Bel Abbès, Algeria.
Populația comunei este de 2.668 de locuitori (2008).